# Svátek
Svátek je den se zvláštním náboženským nebo společenským významem, který se pravidelně opakuje a slaví, často podle tradičního rituálu. Výroční svátky mohou být 
- pevné, určené stejným kalendářním datem (například Nový rok nebo Vánoce),
- pohyblivé, obvykle určované podle měsíčního kalendáře (přesněji podle složitějšího výpočtu), zejména Velikonoce a s nimi související další svátky.

Týdně opakovaný svátek (týdenní svátek) je ve většině zemí jeden den týdne (např. křesťanská neděle, v Izraeli židovský šabat (sobota) a v islámských zemích pátek). Ve 20. století se ve většině zemí v souvislosti se zkracováním týdenní pracovní doby zkrátil pracovní týden o jeden den a pracovní volno se tak prodloužilo o den předcházející tomuto tradičnímu týdennímu svátku. Tyto týdenní dny pracovního volna tradičně nemají vliv na mzdu zaměstnanců. Protože se zpravidla považují za konec týdne, ujal se pro ně souhrnný název podle angličtiny víkend.
Protože v křesťanských kalendářích se každý den v roce připomínal „svátek“ nějakého světce, přeneslo se označení svátek i na jmeniny lidí, kteří nesou jeho jméno. Náboženský svátek je také posvícení, výročí posvěcení místního kostela.

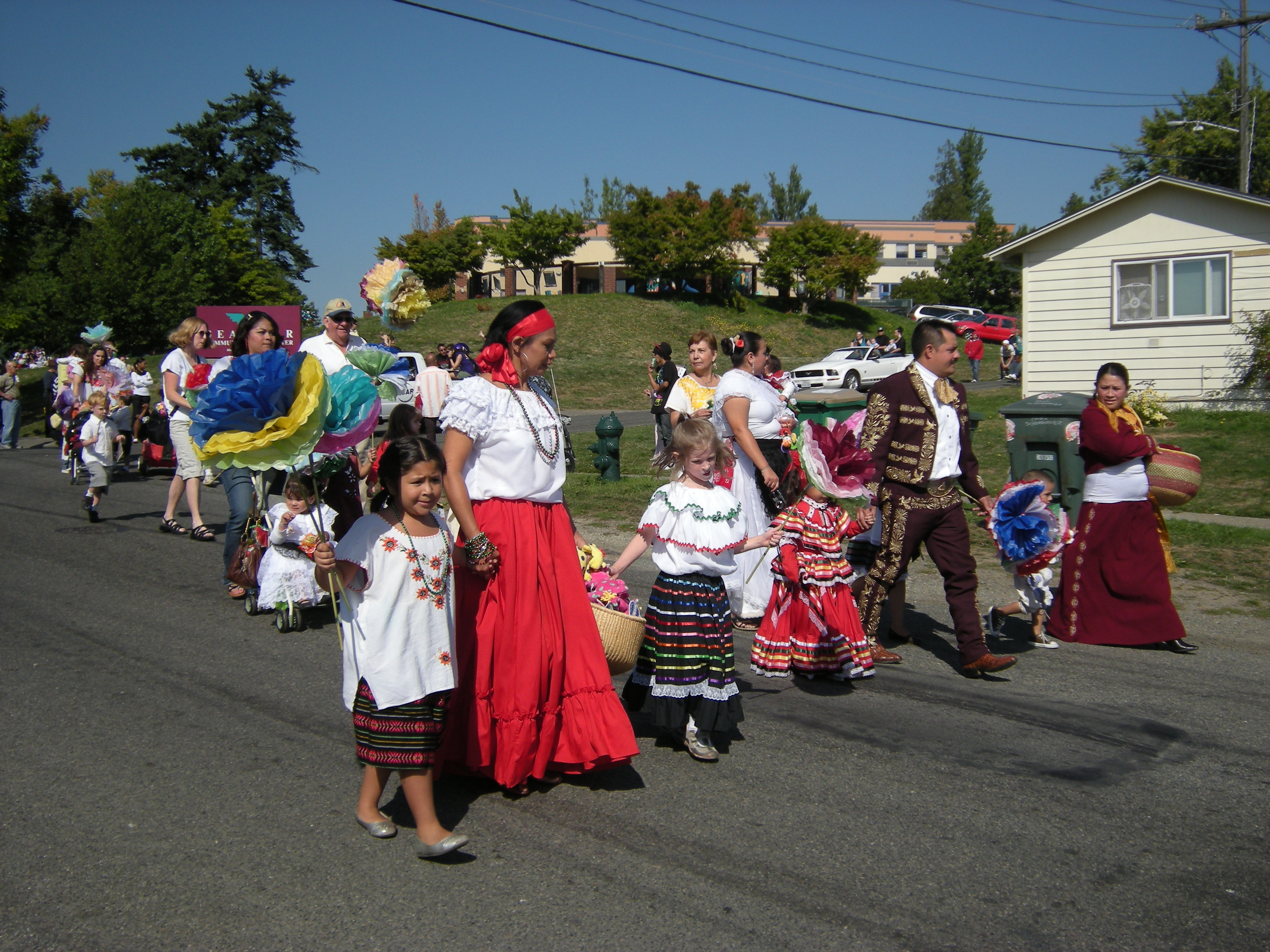
Fiestas Patrias v Seattle 2008

Státem uznané „svátky“, tj. dny pracovního klidu (dny pracovního volna) jsou stanovené zákonem a zaměstnanci mají právo na náhradu mzdy. Na mzdu není nárok, pokud jde o víkend.

## Původ a význam
Svátek (od svatý, praslovanské sventu, staroperské spenta, mocný) je ve všech kulturách slavnostní den, kdy se nepracuje a společně slaví. J. Lawick-Goodall popisuje kolektivní výbuch radosti z deště u goril: vůdce začal silně křičet a celá skupina se za ním rozběhla po svahu dolů. V nejstarších kulturách se svátky patrně odvozovaly od fází Měsíce a od polohy Slunce (Slunovrat), jak o tom svědčí různé neolitické stavby (Stonehenge). Jiný typ předhistorického svátku představují v zemědělských kulturách například jarní „vynášení smrti“ nebo dožínky, odvozené od vegetačního cyklu. J. G. Herder byl přesvědčen, že při svátečních příležitostech nejspíš mohla vzniknout lidská řeč a někteří antropologové tuto hypotézu podporují i dnes. Podle E. Durkheima představují svátky rozhodující příležitosti, kolem nichž se ustavují a udržují lidské skupiny a na nichž zakládají svoji identitu.
| „            | Život bez svátků je jako dlouhá cesta bez hospod. | “ |
| — Démokritos |                                                   |   |

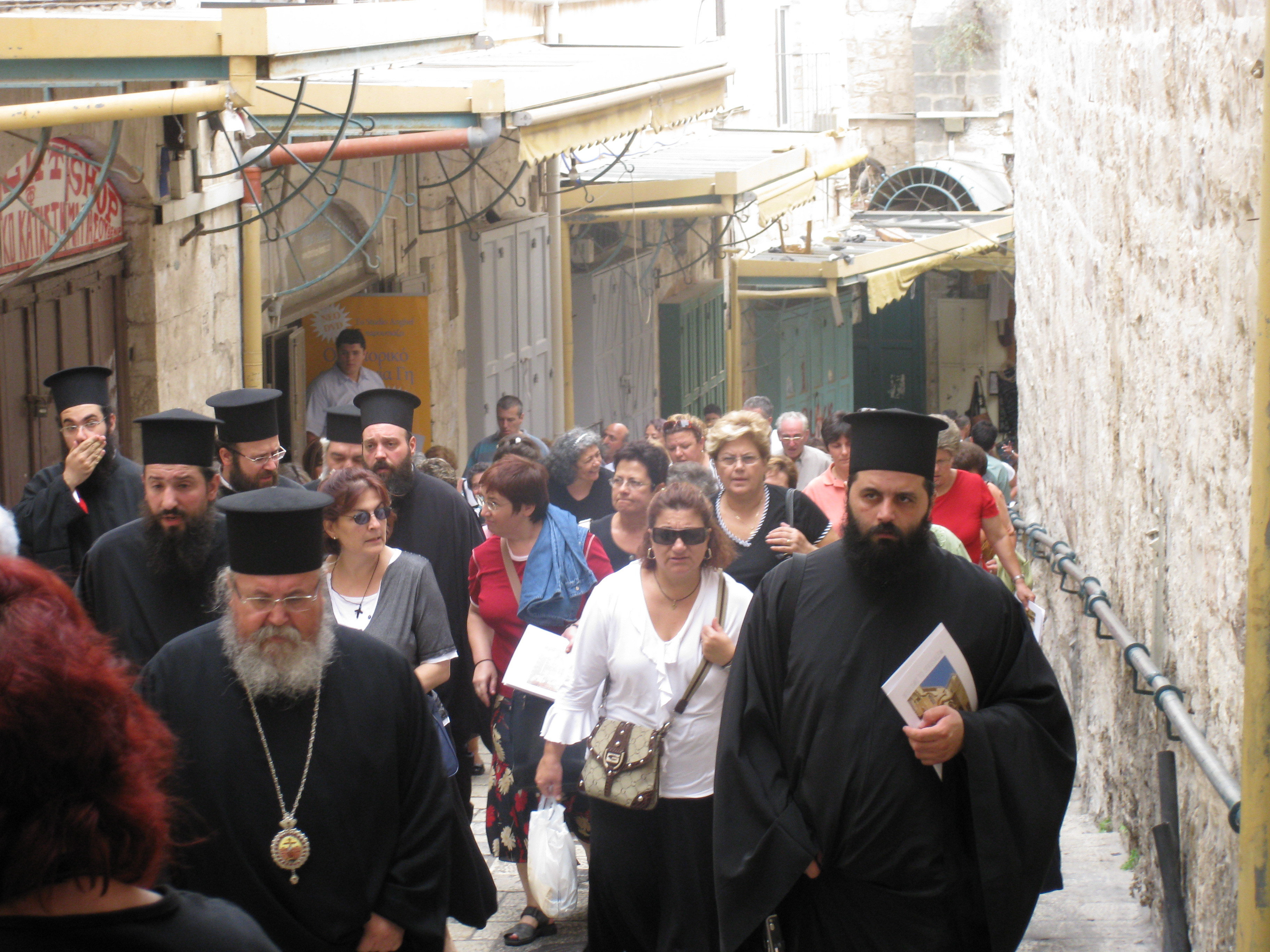
Ortodoxní průvod v Jeruzalémě

Ve vyspělejších kulturách měly svátky své specifické názvy a náboženské významy a jejich data se určovala podle měsíčního (římské Kalendy), později i slunečního kalendáře. Svátky tvořily kostru kalendáře jako rozvrhu času v roce. Židovský Pesach i křesťanské Velikonoce se dodnes stanovují podle prvního úplňku po jarní rovnodennosti a od data Velikonoc, které je v každém roce jiné, se odvozují i data dalších pohyblivých svátků. Křesťané nejprve převzali židovský kalendář a patrně už v 1. století místo soboty slavili neděli jako den Kristova vzkříšení. Křesťanský kalendář (viz Liturgický rok) se ustálil na Nikajském koncilu roku 325 a od raného středověku se postupně vyplnil tak, že každého dne v roce se slavila památka jednoho nebo několika světců či světic, nejčastěji v jejich úmrtní den.
Francouzská revoluce se pokusila tradiční křesťanské svátky nahradit revolučním kalendářem, který se však neujal - podobně jako Sovětský revoluční kalendář s novými svátky. Moderní státy vesměs převzaly tradiční náboženský kalendář a zavádějí občanské státní svátky, které připomínají důležité historické události nebo památku významných občanů.

## Sváteční jednání

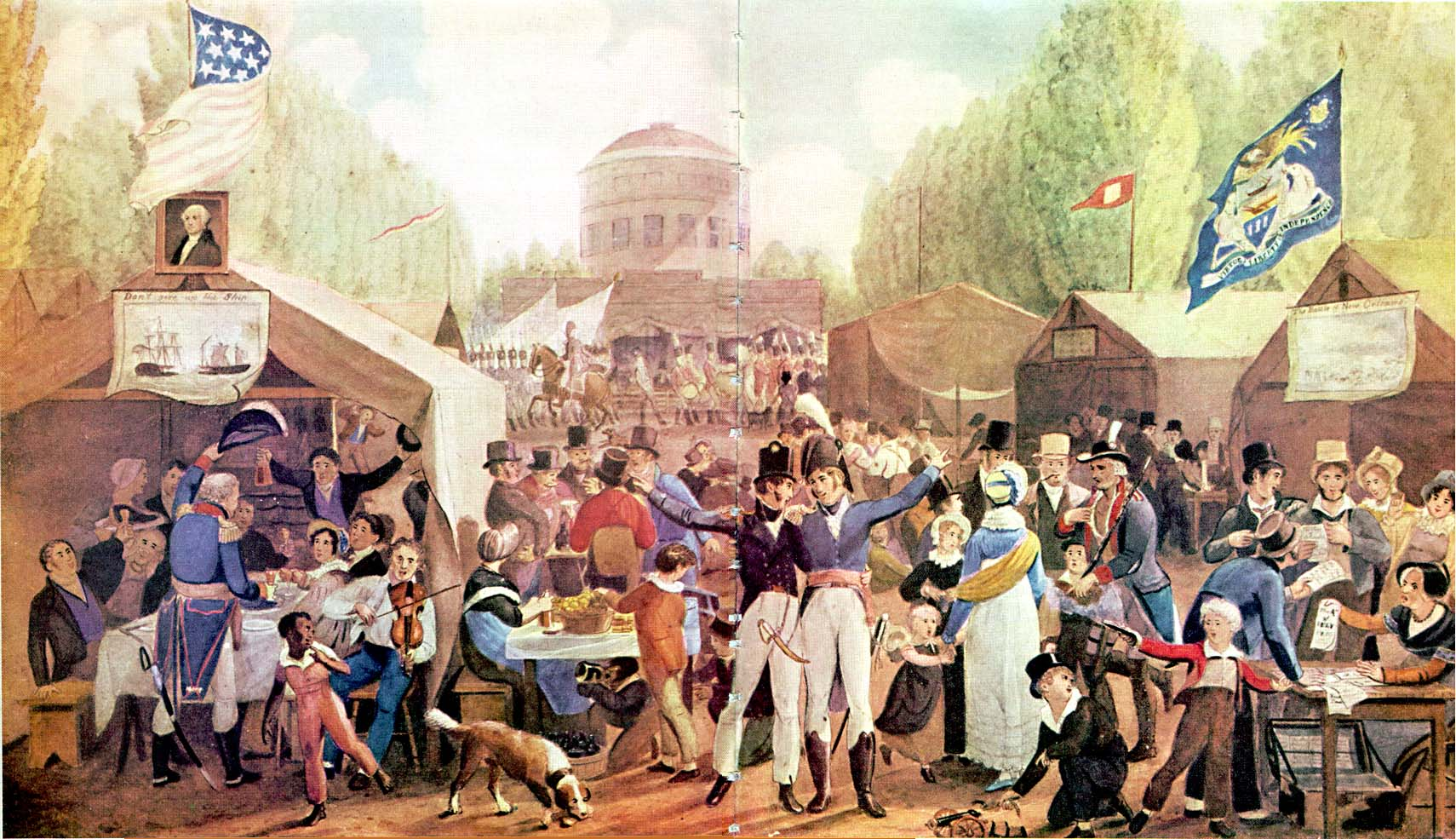
4. červenec 1819 ve Filadelfii

Jádrem svátku bylo v minulosti vždy shromáždění a slavnost, z níž patrně brzy vznikl rituál – jednání, které si účastníci netvoří sami, nýbrž přebírají. Zahrnoval zpěv, tanec a velmi často i oběti. K svátku patřilo zvláštní vyzdobení těla, případně oblečení, a často také společné jídlo. Už ve starověku byly součástí velkých svátků pouti, pěší průvody na posvátná místa. Některé svátky se slavily v noci a například při Dionýsiích docházelo k nepřístojnostem, takže je římský senát zakazoval. V židovství i v křesťanství začínal sváteční den už večer západem slunce, odtud pochází i křesťanská vigilie – noční bdění před svátkem. V novověku se slavení náboženských svátků silně disciplinovalo a ritualizovalo, takže se dnes většinou odehrává jen v chrámových prostorách.
Ke státním svátkům patří vlajky, ohňostroj, vojenské přehlídky, slavnostní shromáždění a udílení vyznamenání. K některým svátkům patří také dnes hlučné oslavy, například k Novému roku čekání na půlnoc, často spojené s různými výtržnostmi, částečně společností (a státem) oficiálně tolerované, např. ohňostroj, běžně zakázaný a povolovaný na zvláštní žádost. K některým svátkům patří dávání dárků a jiné mimořádné akce a mají tak velký obchodní význam, například předvánoční doba.
Za svátek jednotlivce jsou považovány jmeniny. Svátek slavíme podle mužských a ženských jmen seřazených v kalendáři. Je zvykem hodnotnějšími dárky obdarovávat oslavence k jeho narozeninám a k svátku volit dárek drobnější. Na rozdíl od církvemi předepsaných svátků jsou jmeniny určeny komerčně - vydavatelem kalendáře resp. dohodou nebo organizací, která tyto vydavatele sdružuje.